# Alphasyllabaire guèze
Cet article concerne l'écriture guèze. Pour la langue guèze, voir Guèze.
Cette page contient des caractères éthiopiques. En cas de problème, consultez Aide:Unicode ou testez votre navigateur.
 (janvier 2021).
Si vous disposez d'ouvrages ou d'articles de référence ou si vous connaissez des sites web de qualité traitant du thème abordé ici, merci de compléter l'article en donnant les références utiles à sa vérifiabilité et en les liant à la section « Notes et références ».
L'alphasyllabaire guèze ou ge'ez, ou plus largement alphasyllabaire éthiopien, est un système d'écriture alphasyllabique utilisé dans la Corne de l'Afrique, principalement en Éthiopie et Érythrée. Dans les langues qui l'utilisent actuellement, comme l'amharique ou le tigrigna, cette écriture est appelée fidäl (ፊደል).
La version de base, utilisée à l'origine pour écrire le guèze, comporte 26 signes consonantiques, qui connaissent sept variations (ou ordres) vocaliques permettant de dénoter une consonne suivie de diverses voyelles. Plus tard, son adaptation à diverses langues a entraîné la création d'autres signes qui portent l'ensemble à 35. Par ailleurs, certains signes connaissent des formes qui sont des raccourcis d'écriture notant une labio-vélarisation de la consonne. Cela peut ajouter jusqu'à cinq formes à certains caractères (ቀ, ኀ, ከ, ገ).
L'alphasyllabaire guèze s’écrit de gauche à droite.

## Usage
Cet alphasyllabaire fut créé pour l’écriture du guèze. Cette langue n’est pratiquement plus employée dans cette écriture que pour les textes et pratiques liturgiques des Églises orthodoxes éthiopienne et érythréenne et de l’Église catholique éthiopienne ainsi que pour la liturgie juive des Falachas (Beta Israel).
L’alphasyllabaire a ensuite été utilisé pour d'autres langues de la Corne de l'Afrique, principalement des langues éthiosémitiques, surtout à partir du XIXe siècle. Il sert ainsi à écrire l’amharique, le tigrigna, le tigré, les langues gouragué et la plupart des langues de l’actuelle Éthiopie (excepté aujourd’hui l’oromo).
En Érythrée, il est également utilisé pour le bilen, qui est une langue couchitique de la branche agew.
D'autres langues de la Corne de l'Afrique comme l’oromo ont été écrites avec l’alphasyllabaire éthiopien au cours de l’histoire, mais le sont maintenant avec l’alphabet latin pour l’oromo ou l’alphabet arabe.

## Histoire

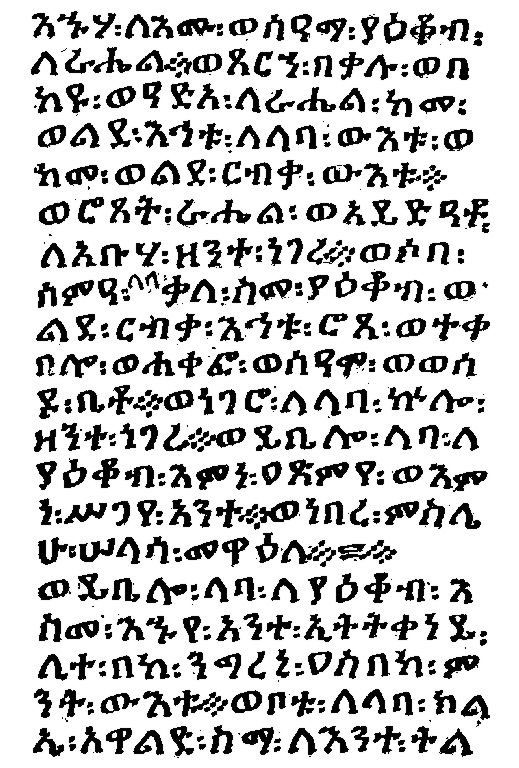
Page de la Bible en guèze.

Les premières inscriptions de langues sémitiques en Érythrée et en Éthiopie datent du ixe siècle av. J.-C. dans une variété de l'alphabet sudarabique,. Vers le viie siècle  av. J.-C. des variantes de cet alphabet vont donner naissance à l'abjad guèze (un abjad étant un type d’écriture ne notant que les consonnes). L’alphasyllabaire guèze fut développé en ajoutant des traits supplémentaires à chaque consonne pour noter la voyelle suivante, selon un schéma plus ou moins régulier. Cette transformation eut lieu vers le  IVe siècle de notre ère.
L'alphasyllabaire guèze comporte 26 signes consonantiques de base. Par rapport aux 29 consonnes de l’alphabet sudarabique, manquent ġ, ẓ, ḏ, ṯ et s3 : 24 graphèmes trouvent ainsi leur contrepartie dans l'écriture guèze. De plus, deux consonnes nouvelles furent ajoutées : P̣äyt ጰ qui est une modification de Ṣädai ጸ, et Pesa ፐ qui est basé sur Tawe ተ.
L’ordre alphabétique des consonnes de base est fondé sur celui de l’abjad sudarabique (qui est écrit, lui, de droite à gauche) :
| Consonne sudarabique                 | 𐩠 | 𐩡 | 𐩢 | 𐩣 | 𐩦 | 𐩧 | 𐩪 | 𐩤 | 𐩨 | 𐩩 | 𐩭 | 𐩬 | 𐩱     |
| Lettre guèze (ici avec la voyelle ä) | ሀ | ለ | ሐ | መ | ሠ | ረ | ሰ | ቀ | በ | ተ | ኀ | ነ | አ     |
| Romanisation de la consonne          | h | l | ḥ | m | ś | r | s | ḳ | b | t | ḫ | n | ʾ (’) |
|                                      |   |   |   |   |   |   |   |   |   |   |   |   |       |
| Consonne sudarabique                 | 𐩫 | 𐩥 | 𐩲 | 𐩹 | 𐩺 | 𐩵 | 𐩴 | 𐩷 |   | 𐩮 | 𐩳 | 𐩰 |       |
| Lettre guèze (ici avec la voyelle ä) | ከ | ወ | ዐ | ዘ | የ | ደ | ገ | ጠ | ጰ | ጸ | ፀ | ፈ | ፐ     |
| Romanisation de la consonne          | k | w | ʿ | z | y | d | g | ṭ | p̣ | ṣ | ḍ | f | p     |

Par la suite, 8 caractères furent ajoutés pour permettre l'écriture de sons présents dans d'autres langues, y compris des sons utilisés dans des mots de langues européennes repris dans les usages contemporains (comme ፖስታ de l'italien posta).

## Caractères

### Principes
L'écriture guèze est un alphasyllabaire : chaque graphème représente la combinaison d'une consonne et d'une voyelle. Les signes sont organisés sur la base de la consonne, modifiée par divers traits représentant la voyelle qui suit (ou l'absence de voyelle). Le nombre de caractères peut varier entre 182 (26 consonnes × 7 vocalisations) et 245 (35 consonnes × 7 vocalisations) selon la langue, sans compter les raccourcis d'écriture. Le sens de l'écriture est de la gauche vers la droite.
Il existe 26 caractères de base pour les consonnes :
| Translittération | h | l | ḥ | m | ś | r | s | ḳ | b | t | ḫ | n | ʾ |
| Ge'ez            | ሀ | ለ | ሐ | መ | ሠ | ረ | ሰ | ቀ | በ | ተ | ኀ | ነ | አ |
| Translittération | k | w | ʿ | z | y | d | g | ṭ | p̣ | ṣ | ṣ́ | f | p |
| Ge'ez            | ከ | ወ | ዐ | ዘ | የ | ደ | ገ | ጠ | ጰ | ጸ | ፀ | ፈ | ፐ |

Chaque consonne peut se combiner avec 7 voyelles :
- ä (ግዕዝ, « geʼez »)
- u (ካዕብ, « kaʼeb »)
- i (ሣልስ, « sals »)
- a (ራብዕ, « rabe »)
- é (ኃምስ, « hames »)
- e (ሳድስ, « sades »)
- o (ሳብዕ, « sabe »)

Certaines lettres possèdent une huitième modification afin d'exprimer la séquence -wä ou -oa, et une neuvième pour -yä.

### Caractères syllabiques
| Nom | Nom   | Nom | ä | u | i | a | é | e | o | wa | yä |
| --- | ----- | --- | - | - | - | - | - | - | - | -- | -- |
| ሆይ  | Hoy   | h   | ሀ | ሁ | ሂ | ሃ | ሄ | ህ | ሆ |    |    |
| ላዊ  | Lawi  | l   | ለ | ሉ | ሊ | ላ | ሌ | ል | ሎ | ሏ  |    |
| ሐውት | Hawt  | ḥ   | ሐ | ሑ | ሒ | ሓ | ሔ | ሕ | ሖ | ሗ  |    |
| ማይ  | May   | m   | መ | ሙ | ሚ | ማ | ሜ | ም | ሞ | ሟ  | ፙ  |
| ሠውት | Säwt  | ś   | ሠ | ሡ | ሢ | ሣ | ሤ | ሥ | ሦ | ሧ  |    |
| ርእስ | Reʼes | r   | ረ | ሩ | ሪ | ራ | ሬ | ር | ሮ | ሯ  | ፘ  |
| ሳት  | Sat   | s   | ሰ | ሱ | ሲ | ሳ | ሴ | ስ | ሶ | ሷ  |    |
| ቃፍ  | Qaf   | ḳ   | ቀ | ቁ | ቂ | ቃ | ቄ | ቅ | ቆ | ቋ  |    |
| ቤት  | Bét   | b   | በ | ቡ | ቢ | ባ | ቤ | ብ | ቦ | ቧ  |    |
| ታው  | Taw   | t   | ተ | ቱ | ቲ | ታ | ቴ | ት | ቶ | ቷ  |    |
| ኀርም | Harm  | ḫ   | ኀ | ኁ | ኂ | ኃ | ኄ | ኅ | ኆ | ኋ  |    |
| ነሐስ | Nähas | n   | ነ | ኑ | ኒ | ና | ኔ | ን | ኖ | ኗ  |    |
| አልፍ | Alef  | ʾ   | አ | ኡ | ኢ | ኣ | ኤ | እ | ኦ | ኧ  |    |
| ካፍ  | Kaf   | k   | ከ | ኩ | ኪ | ካ | ኬ | ክ | ኮ | ኳ  |    |
| ወዌ  | Wäwé  | w   | ወ | ዉ | ዊ | ዋ | ዌ | ው | ዎ |    |    |
| ዐይን | Ayn   | ʿ   | ዐ | ዑ | ዒ | ዓ | ዔ | ዕ | ዖ |    |    |
| ዘይ  | Zäy   | z   | ዘ | ዙ | ዚ | ዛ | ዜ | ዝ | ዞ | ዟ  |    |
| የመን | Yämän | y   | የ | ዩ | ዪ | ያ | ዬ | ይ | ዮ |    |    |
| ድንት | Dent  | d   | ደ | ዱ | ዲ | ዳ | ዴ | ድ | ዶ | ዷ  |    |
| ገምል | Gämel | g   | ገ | ጉ | ጊ | ጋ | ጌ | ግ | ጎ | ጓ  |    |
| ጠይት | Täyt  | ṭ   | ጠ | ጡ | ጢ | ጣ | ጤ | ጥ | ጦ | ጧ  |    |
| ጰይት | Päyt  | p̣   | ጰ | ጱ | ጲ | ጳ | ጴ | ጵ | ጶ | ጷ  |    |
| ጸደይ | Sädäy | ṣ   | ጸ | ጹ | ጺ | ጻ | ጼ | ጽ | ጾ | ጿ  |    |
| ፀጳ  | Säpa  | ṣ́   | ፀ | ፁ | ፂ | ፃ | ፄ | ፅ | ፆ |    |    |
| አፍ  | Af    | f   | ፈ | ፉ | ፊ | ፋ | ፌ | ፍ | ፎ | ፏ  | ፚ  |
| ፕሳ  | Psa   | p   | ፐ | ፑ | ፒ | ፓ | ፔ | ፕ | ፖ | ፗ  |    |

### Variantes labio-vélaires
Les consonnes vélaires possèdent une variante labio-vélarisée :
| Signes de base | ḳ  | ḫ  | k  | g  |
| Signes de base | ቀ  | ኀ  | ከ  | ገ  |
| Variantes      | ḳʷ | ḫʷ | kʷ | gʷ |
| Variantes      | ቈ  | ኈ  | ኰ  | ጐ  |

À la différence des autres consonnes, ces variantes ne peuvent se combiner qu'avec 5 voyelles différentes :
|    | ä | i | a | é | e |
| -- | - | - | - | - | - |
| ḳʷ | ቈ | ቊ | ቋ | ቌ | ቍ |
| ḫʷ | ኈ | ኊ | ኋ | ኌ | ኍ |
| kʷ | ኰ | ኲ | ኳ | ኴ | ኵ |
| gʷ | ጐ | ጒ | ጓ | ጔ | ጕ |

### Modifications pour les autres langues

#### Lettres additionnelles
Quelques lettres possèdent des variantes pour d'autres langues que le guèze.
| Signes de base       | b     | t      | d      | ṭ       |
| Signes de base       | በ     | ተ      | ደ      | ጠ       |
| Variantes affriquées | v [v] | č [t͡ʃ] | ǧ [d͡ʒ] | č̣ [t͡ʃʼ] |
| Variantes affriquées | ቨ     | ቸ      | ጀ      | ጨ       |

| Signes de base             | ḳ        | k       |
| Signes de base             | ቀ        | ከ       |
| Variantes affriquées       | ḳʰ [q]   | x [x]   |
| Variantes affriquées       | ቐ        | ኸ       |
| Variantes labio-vélarisées | ḳhw [qʷ] | xʷ [xʷ] |
| Variantes labio-vélarisées | ቘ        | ዀ       |

| Signes de base         | s     | n     | z     |
| Signes de base         | ሰ     | ነ     | ዘ     |
| Variantes palatalisées | š [ʃ] | ñ [ɲ] | ž [ʒ] |
| Variantes palatalisées | ሸ     | ኘ     | ዠ     |

| Signes de base       | g   | ḫʷ   |
| Signes de base       | ገ   | ኈ    |
| Variantes nasalisées | [ŋ] | [ŋʷ] |
| Variantes nasalisées | ጘ   | ⶓ    |

Le tableau suivant combine les signes de base avec les voyelles.
|        | ä | u | i | a | é | e | o | wa |
| ------ | - | - | - | - | - | - | - | -- |
| š      | ሸ | ሹ | ሺ | ሻ | ሼ | ሽ | ሾ | ሿ  |
| ḳʰ     | ቐ | ቑ | ቒ | ቓ | ቔ | ቕ | ቖ |    |
| ḳhw    | ቘ |   | ቝ | ቛ | ቜ | ቚ |   |    |
| v      | ቨ | ቩ | ቪ | ቫ | ቬ | ቭ | ቮ | ቯ  |
| č      | ቸ | ቹ | ቺ | ቻ | ቼ | ች | ቾ | ቿ  |
| [ŋʷ]   | ⶓ |   | ⶔ |   | ⶕ | ⶖ |   |    |
| ñ      | ኘ | ኙ | ኚ | ኛ | ኜ | ኝ | ኞ | ኟ  |
| x      | ኸ | ኹ | ኺ | ኻ | ኼ | ኽ | ኾ |    |
| xʷ     | ዀ |   | ዂ | ዃ | ዄ | ዅ |   |    |
| ž      | ዠ | ዡ | ዢ | ዣ | ዤ | ዥ | ዦ | ዧ  |
| ǧ      | ጀ | ጁ | ጂ | ጃ | ጄ | ጅ | ጆ | ጇ  |
| [ŋ]    | ጘ | ጙ | ጚ | ጛ | ጜ | ጝ | ጞ | ጟ  |
| č̣      | ጨ | ጩ | ጪ | ጫ | ጬ | ጭ | ጮ | ጯ  |
| dʼ     | ዸ | ዹ | ዺ | ዻ | ዼ | ዽ | ዾ |    |
|        |   | ꬁ | ꬂ | ꬃ | ꬄ | ꬅ | ꬆ |    |
|        |   | ꬉ | ꬊ | ꬋ | ꬌ | ꬍ | ꬎ |    |
|        |   | ꬑ | ꬒ | ꬓ | ꬔ | ꬕ | ꬖ |    |
|        | ꬠ | ꬡ | ꬢ | ꬣ | ꬤ | ꬥ | ꬦ |    |
|        | ꬨ | ꬩ | ꬪ | ꬫ | ꬬ | ꬭ | ꬮ |    |
| [ʃ˞]   | ⶠ | ⶡ | ⶢ | ⶣ | ⶤ | ⶥ | ⶦ |    |
| [tʃ˞]  | ⶨ | ⶩ | ⶪ | ⶫ | ⶬ | ⶭ | ⶮ |    |
| [ʒ˞]   | ⶰ | ⶱ | ⶲ | ⶳ | ⶴ | ⶵ | ⶶ |    |
| [tʃ˞ʼ] | ⶸ | ⶹ | ⶺ | ⶻ | ⶼ | ⶽ | ⶾ |    |
| [kʼ]   | ⷀ | ⷁ | ⷂ | ⷃ | ⷄ | ⷅ | ⷆ |    |
| [k]    | ⷈ | ⷉ | ⷊ | ⷋ | ⷌ | ⷍ | ⷎ |    |
| [x]    | ⷐ | ⷑ | ⷒ | ⷓ | ⷔ | ⷕ | ⷖ |    |
| [g]    | ⷘ | ⷙ | ⷚ | ⷛ | ⷜ | ⷝ | ⷞ |    |

Une voyelle additionnelle est utilisée pour la voyelle mi-ouverte postérieure arrondie [ɔ] en me’en, mursi ou suri.
|   | ɔ |
| - | - |
| h | ሇ |
| l | ⶀ |
| m | ⶁ |
| r | ⶂ |
| s | ⶃ |
| š | ⶄ |
| ḳ | ቇ |
| b | ⶅ |
| t | ⶆ |
| č | ⶇ |
| ḫ | ኇ |
| n | ⶈ |
| ñ | ⶉ |
| ʿ | ⶊ |
| k | ኯ |
| w | ዏ |
| z | ⶋ |
| y | ዯ |
| d | ⶌ |
| ɗ | ⶍ |
| g | ጏ |
| ǧ | ⶎ |
| ṭ | ⶏ |
| č̣ | ⶐ |
| p̣ | ⶑ |
| ṣ́ | ፇ |
| p | ⶒ |

#### Usage moderne

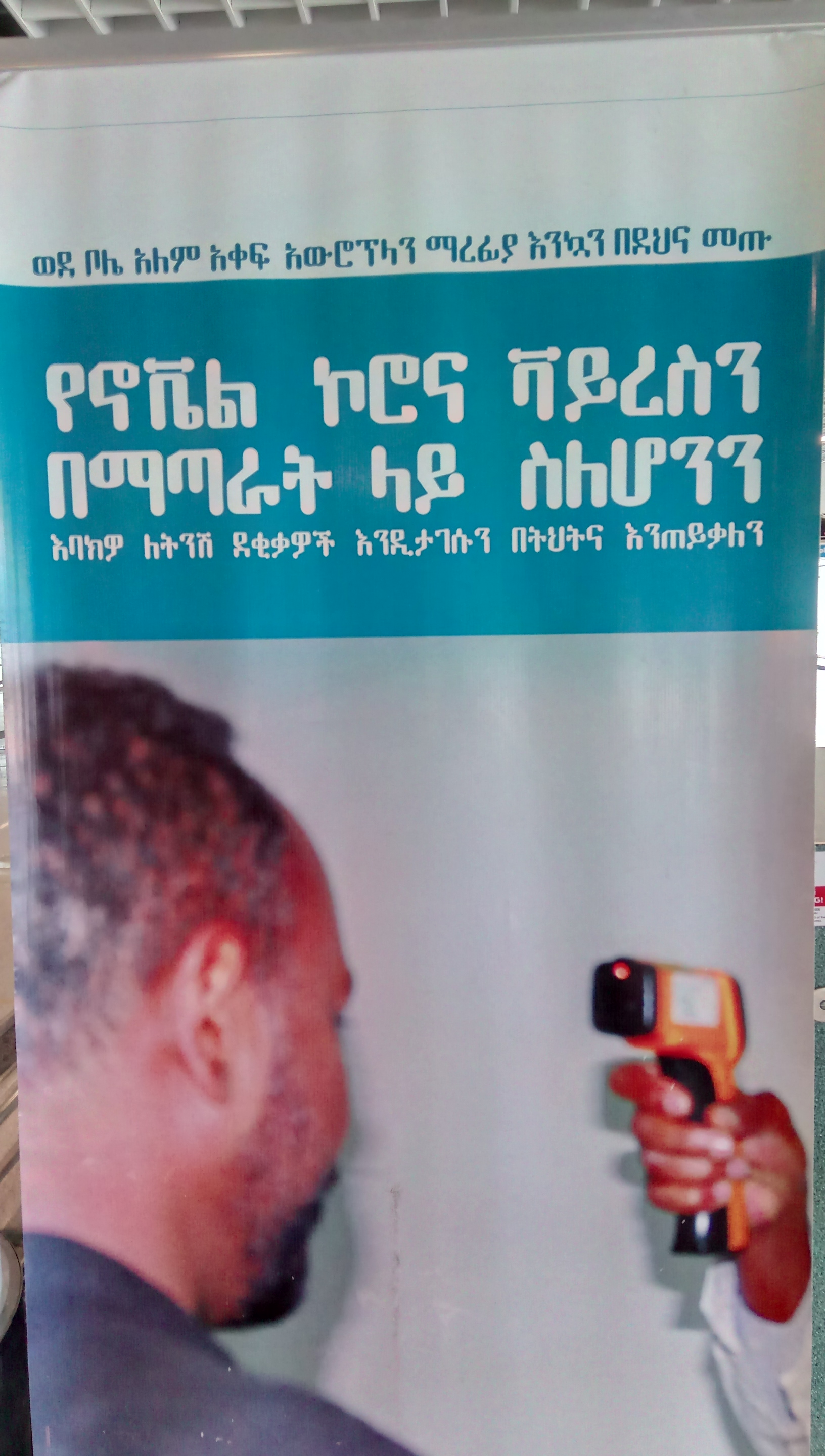
Panneau informatif en écrit à l'aide de l'alphasyllabaire guèze concernant le COVID-19, à l'aéroport d'Addis-Abeba, en Éthiopie.

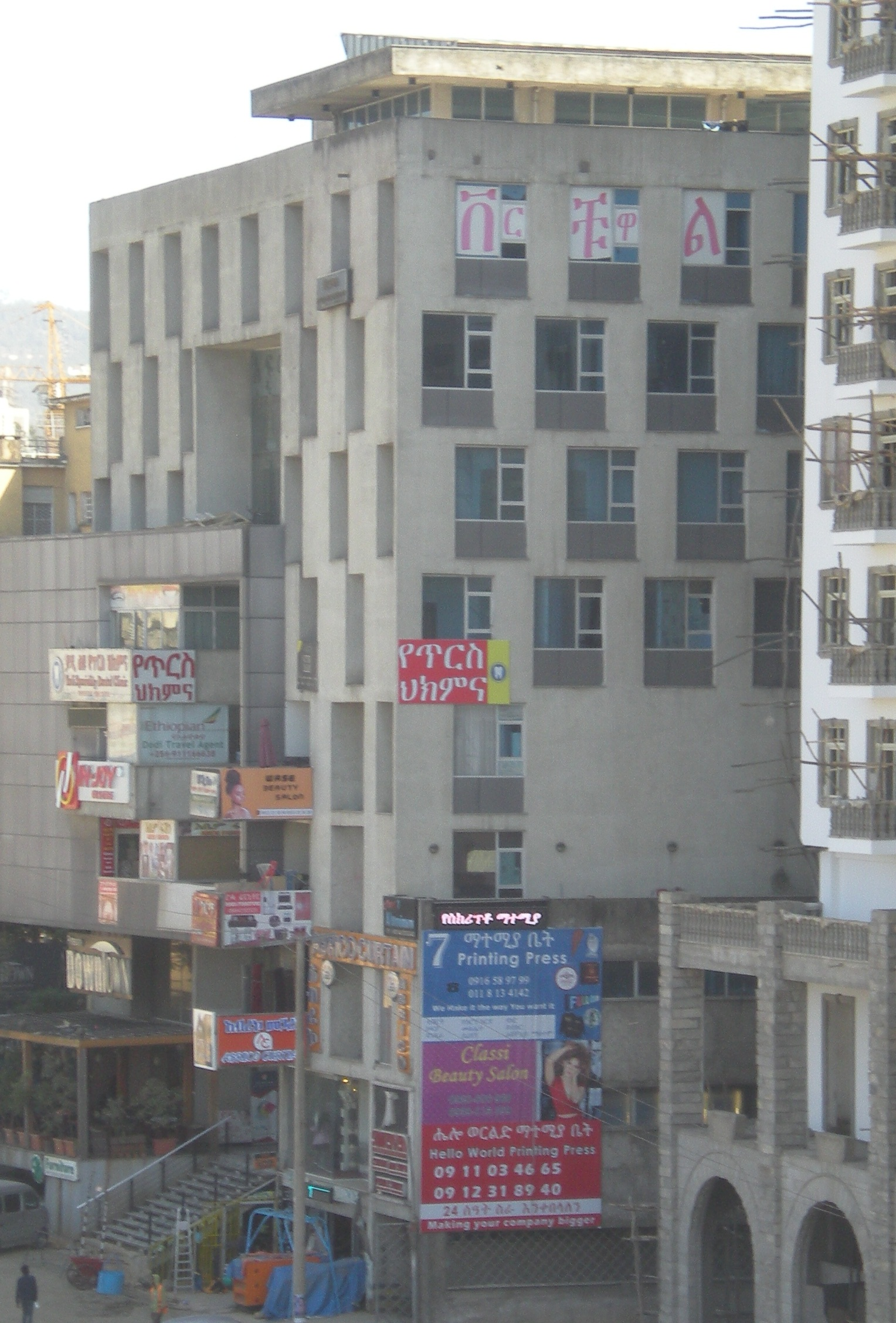
Enseignes et panneaux en guèze au nord d'Addis-Abeba.

- L'amharique emploie tous les signes de base, plus ceux indiqués dans le tableau ci-dessous. Certaines des variantes labio-vélaires sont également utilisées.
- Le tigrigna emploie tous les signes de base, les variantes labio-vélaires à l'exception de ḫʷ' (ኈ), plus ceux indiqués dans le tableau ci-dessous.
- Le tigré emploie tous les signes de base excepté ś (ሠ), ḫ (ኀ) et ḍ (ፀ). Il emploie également les signes indiqués ci-dessous. Il n'emploie pas les variantes labio-vélaires.
- Le bilen emploie tous les signes de base excepté ś (ሠ), ḫ (ኀ) et ḍ (ፀ). Il emploie également les variantes labio-vélaires et les signes indiqués ci-dessous.

|           | š | ḳʰ | ḳhw | v | č | [ŋʷ] | ñ | x | xʷ | ž | ǧ | [ŋ] | č̣ |
|           | ሸ | ቐ  | ቘ   | ቨ | ቸ | ⶓ    | ኘ | ኸ | ዀ  | ዠ | ጀ | ጘ   | ጨ |
| --------- | - | -- | --- | - | - | ---- | - | - | -- | - | - | --- | - |
| Amharique | ✓ |    |     | ✓ | ✓ |      | ✓ | ✓ | ✓  | ✓ | ✓ |     | ✓ |
| Tigrigna  | ✓ | ✓  | ✓   | ✓ | ✓ |      | ✓ | ✓ | ✓  | ✓ | ✓ |     | ✓ |
| Tigré     | ✓ |    |     |   | ✓ |      |   |   |    | ✓ |   | ✓   |   |
| Bilen     | ✓ | ✓  |     | ✓ | ✓ | ✓    | ✓ |   | ✓  | ✓ | ✓ | ✓   | ✓ |